# ノーブル・グループ
ノーブル・グループ (SGX: N21)は、香港に本拠を置く資源・農産物の商社（コングロマリット）。主に種子、砂糖、ココア、綿花、コーヒー、肥料、石油、石炭、ガス、電力、ポリマー、石油化学製品、鉄鉱石、鉱物を取り扱う。世界約140ヶ所にオフィスを構え、70以上の人種の従業員がいる。南米、南アフリカ、オーストラリアやインドネシアなどの資源が安い地域から購入し、主にアジア、中東に向けて販売をしている。戦略的に流通、加工の企業の株式を所有することによってグローバルなサプライチェーン・マネージメントを行っている。

## 格付け
2009年後半にはムーディーズからBaa3（投資適格）、スタンダード&プアーズからBBB-、2008年にはフィッチ・レーティングスからBBB-（投資適格）の格付けがなされている。また、シンガポールのストレーツ・タイムス指数を構成する30社のうちの1社である。